# Tratatul de la Fortul Laramie (1851)

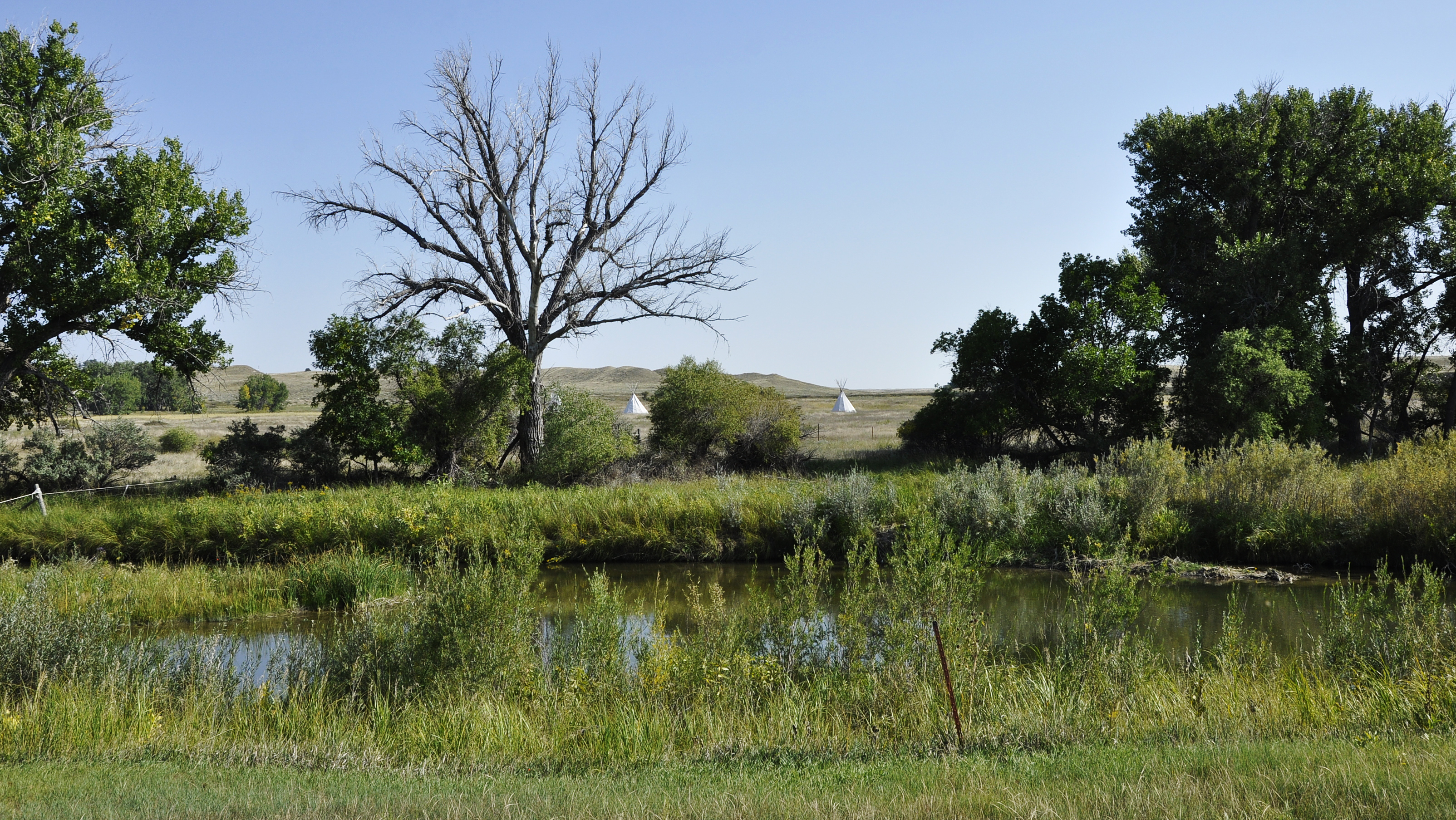
Situl istoric Fortul Laramie - dincolo de râul Laramie s-a negociat tratatul din 1851 (zona cu corturi din imagine).

Tratatul de la Fortul Laramie din 1851 a fost semnat pe data de 17 septembrie 1851, de către reprezentanții Statelor Unite și reprezentanții popoarelor Cheyenne, Sioux, Arapaho, Crow, Assiniboine, Mandan, Hidatsa și Arinkara. Tratatul reprezenta o înțelegere între nouă clanuri mai mult sau mai puțin independente. Înțelegerea descria revendicările teritoriilor tradiționale ale triburilor. Statele Unite recunoștea că întregul teritoriu luat în considerare prin acest tratat era teritoriu indian și nu realizat revendicări. Frontierele trasate prin tratatul de la Fortul Laramie din 1851 au stat la baza rezolvării unor cazuri de revendicări în secolul XX. Ameridienii au garantat dreptul coloniștilor de a traversa Calea spre Oregon și au permis construcția de forturi și drumuri pe teritoriul lor în schimbul unor anuități în valoare de 50.000$ timp de 50 de ani. De asemenea, tratatul trebuia să „stabilească o veșnică pace” între cele opt triburi.

## Context
Deși numeroși migranți europeni și americani-europeni au traversat spre vestul Americii de Nord Marile Câmpii prin Calea spre Oregon și Stanta Fe, Goana după aur din California din 1848 a intensificat traficul. Anul următor, atât Thomas Fitzpatrick (reprezentant al Upper Platte și Arkansas), cât și David D. Mitchell (inspector în Saint Louis) au susținut întrunirea cu indienii într-un consiliu în scopul prevenirii conflictelor. Guvernul Statelor Unite a întreprins negocieri cu triburile ameridiene din Câmpii, stabilite între râurile Arkansas și Missouri, pentru a asigura dreptul la trecere al migranților. Congresul a alocat 100.000$ comisiei aprobate de Luke Lea, comisatul Afacerilor Indiene.
Deoarece în zona din jurul Fortului Laramie nu exista furaj pentru caii indienilor, tratatul a fost negociat și semnat la 48 km. de fort în avalul râului la gura pârăului Horse. Majoritatea indienilor numeau acordul drept Tratatul de la Pârâul Horse. Reprezentanții popoarelor Lakota, Cheyenne, Assiniboine, Gros Ventre, Mandan, Arikara, Hidatsa, Shoshone, Crow și Arapaho au luat parte la discuții.
Comache, Kiowa și Kiowa Apache au refuzat să trimită reprezentanțila Fortul Laramie deoarece acesta este situat pe teritoriu Sioux, inamici ai acestora. Senatul Statelor Unite a ratificat tratatul în urma adăugării Articolului 5 prin care cei 50 de ani de compensații erau reduși la 10. Toate triburile au acceptat această modificare, cu excepția Crow. O parte din triburi nu și-au primit niciodată sumele promise.

## Distribuirea teritoriilor
Poporului Lakota i-au fost recunoscute noile revendicări teritoriale. În 1823, membrii Lakota au ajutat armata Statelor Unite într-un atac efectuat asupra unui sat Arikara la Râul Grand în Dakota de Sud contemporană. Tribul Lakota i-a alungat treptat către nord până când le-a ocupat întreg teritoriul. Patria Arikara a fost recunoscută drept teritoriu Lakota prin tratatul din 1851.
Lakota aveau dreptul exclusiv asupra Dealurilor Negre spre consternarea popoarelor Cheyenne și Arapahoe. „... poporului Sioux le-a fost dat dreptul asupra Dealurile Negre și a altor comitate pe care Cheyenne-ii Nordici le revendicau. Casa lor era Dealurile Negre”, afirma un istoric Cheyenne în 1967. Căpetenia Arapahoe, Black Coal, se plângea în 1875 că „N-am primit momentan nimic în schimbul țării mele [Dealurile Negre]. Este parțial a mea, parțial a poporului Sioux... În primul rând, aceștia au venit dinspre râul Missouri și au ajuns în acest loc, iar acum au ajuns până aici și revendică acest întreg teritoriu”.
Cele mai sudice triburi, Cheyenne și Arapaho, dețineau o zonă comună la sud de North Platte (mare parte din teritoriu în Wyoming și Colorado). Teritoriul Crow stabilit prin tratat - în ceea ce azi sunt statele Montana și Wyoming - cuprindea un teritoriu la vest de Râul Powder. Râul Little Bighorn traversa prin centrul domeniului Crow.

## Consecințe ale tratatului
Tratatul a fost încălcat aproape imediat după ratificarea acestuia de către triburile Lakota și Cheyenne care și-au continuat atacurile asupra membrilor Crow pe parcursul următorilor doi ani. Lipsa intervenției Statelor Unite în prevenirea migrației minerilor și coloniștilor în Colorado în timpul Goanei după aur din acest stat în 1858 a agravat problemele. Aceștia au preuat teritoriile aborigenilor în vederea exploatării lor „în ciuda protestelor indienilor” și au început să întemeieze orașe, ferme și să amelioreze condiția drumurilor. Înainte de 1861, Cheyenne și Arapaho „coborau din regiunile muntoase spre apele statului Arkansas”. Emigranții au intrat în competiție cu aceste triburi pentru vânat și apă fapt care a condus la un conflict pentru resursele limitate. Guvernul Statelor Unite nu a aplicat tratatul care interzice emigranților accesul pe teritoriile indienilor. În 1864 are loc masacrul de la Sand Creek comis de armata de o sută de voluntari în fruntea căreia se afla colonelul John M. Chivingtons. Acest eveniment a reprezentat cauza a numeroase războaie ce aveau să urmeze între triburile Cheyenne și Statele Unite.

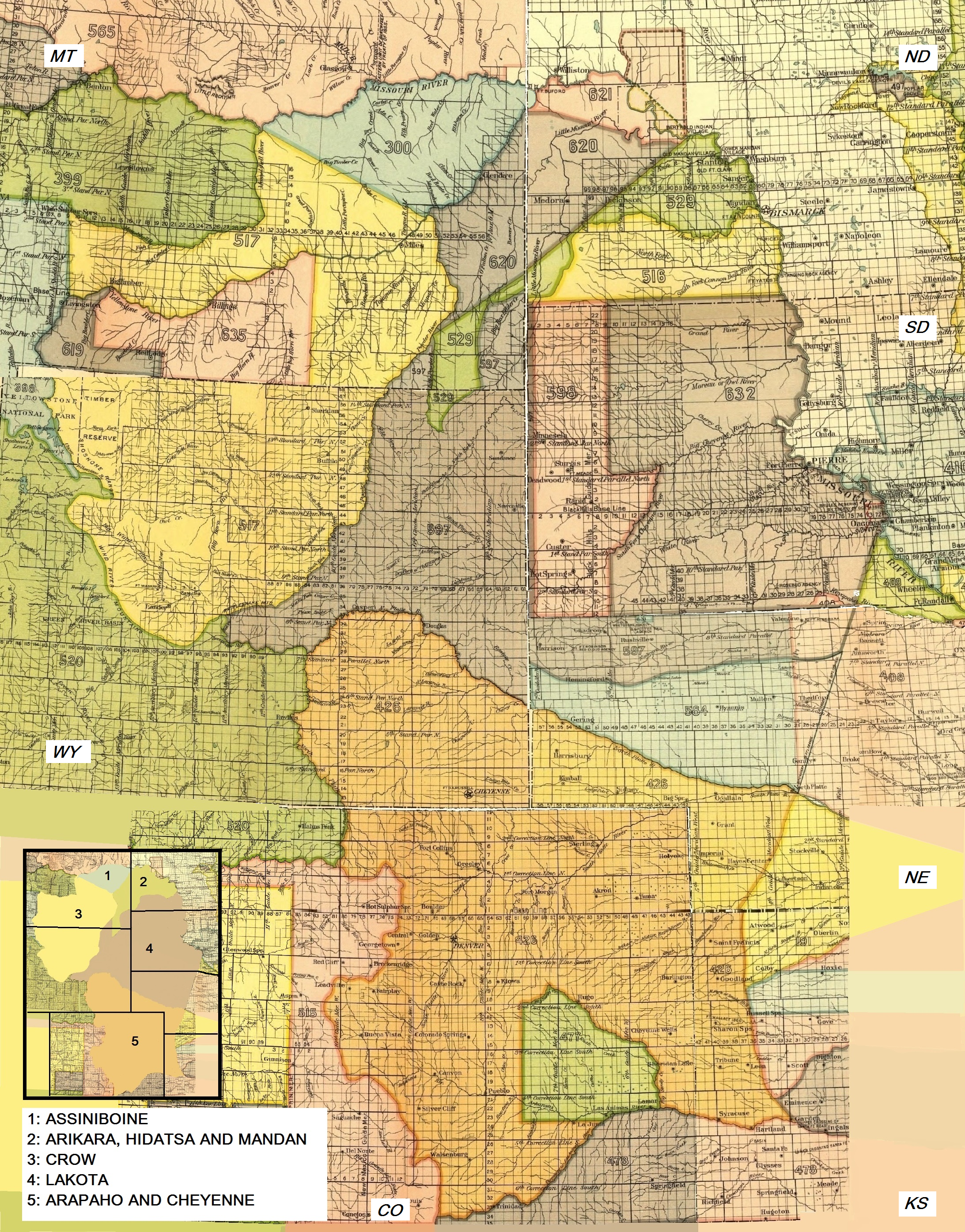
Tratatul de la Fortul Laramie (1851). Hartă (aproximativă). Teritoriile Assiniboine, Crow, Lakota, ale celor trei triburi (Arikara, Hidatsa și Mandan) și teritoriile comune ale triburilor Cheyenne și Arapaho așa cum erau formulate în tratatul din 1851.

Situația a escaladat odată cu Masacrul Grattan din 1854 când un detașament de soldați au intrat ilegal într-o tabără Sioux pentru a-i aresta pe membrii acuzați de furtul unei vaci. Încercarea a stârnit un conflict în care căpetenia Conquering Bear și-a pierdut viața. În ciuda acordului de pace din 1851, căpetenia Running Antelope a Hunkpapa Lakota a ucis patru membri Arikaras în 1853. În același an, o grupare de membri Cheyenne și Lakota au descoperit o imensă tabără Crow în valea râului Little Bighorn. One Bear din Lakota a ucis a indiancă Crow luată prizonier de către membrii Cheyenne. În jurul anului 1855, între Lakota și Assiniboine au existat din ce în ce mai multe confruntări.
Deși conflictele intertribale existau și înainte de sosirea coloniștilor albi, unele lupte ulterioare semnării tratatului au avut drept cauză principală uciderea în masă a bizonilor de către reprezentanții guvernului și americanii europeni. Armata Statelor Unite nu a aplicat reglementările tratatului, permițându-le vânătorilor să pătrundă pe teritoriile aborigene (armata îi proteja și uneori le oferea muniție). 100.000 de bizoni au fost uciși în fiecare an până când specia a devenit pe cale de dispariție, fapt care afecta subzistența triburilor. Acestea au fost obligate să pătrundă pe alte teritoriile de vânătoare, fapt care a condus la izbucnirea conflictelor.
Tribul Lakota a continuat să hărțuiască triburile Mandan, Hidatsa și Arikara. Până în vara anului 1862, toate cele trei au fost alungate din teritoriile garantate de tratat. „Noi, tribul Arikara, am fost alungați din țara noastră de pe cealaltă parte a râului Missouri de către Sioux” afirmat căpetenia White Shield în 1864. Concomitent, din cauza dispariției bizonilor, Yanktaonai Sioux s-au mutat pe teritoriile de vânătoare ale tribului Assiniboine din Dakota de Nord și Montana unde aceștia din urmă au încheiat un acord de pace cu Sioux.
La scurt timp, tribului Crow i-a fost invadat teritoriul vestic din zona Râului Powder de membri Lakota aflași în căutare de bizoni, iar „... mari conflicte cu invadatorii SIoux” au fost purtate în apropiere de ceea ce azi este Wyola, Montana. Depășiți numeric, membrii Crow au fost treptat înlocuiți. „Țara situată între râul Powder și Râul Yellowstone era țara lor [membrii Crow] până în 1859 când au fost alungați din ea de către Sioux”. În 1868, după o serie de conflicte cu armata Statelor Unite în teritoriile contestate, triburile Lakota au reușit să transforme o parte din teritoriul indian al tribului Crow din 1851 în teritoriu indian necedat aflat sub stăpânirea lor.
Mai târziu, fragmente imense din diferite teritorii indiene vor fi revendicate prin diferite metode de către Statele unite. Zonele mai mici din teritoriile indiene stabilite inițial au devenit rezervații separate, populate în general de indieni din tribul care a deținut dreptul asupra acestui teren prin tratatul din 1851. Totuși, teritoriul Crow a asigurat într-un final suprafețele a două rezervații diferite. Rezervația Crow a fost creată în centrul teritoriului original în 1868. Rezervația Cheyenne-ilor Nordici a fost întemeiată în anul 1884 și era situată între frontierele teritoriului Crow din 1851. Indienii respectiv și-au „câștigat dreptul de a rămâne în nord” după masacrul de la Fortul Robinson.
Indienii Arapahoe s-au stabilit în rezervația propriilor inamici, tribul Shoshone, în Rezervația Râului Wind în Wyoming. Cheyenne-ii Sudici și Arapaho au în cadrul aceleiași rezervații în Oklahoma de astăzi, departe de teritoriile oferite de tratatul din 1851. Membrii Assiniboine au locuit începând cu 1888 parțial în Rezervația Fortului Peck, parțial în Rezervația Fortului Belknap, ambele situate la nord de Missouri în statul Montana. Teritoriile garantate prin tratat tribului Assiniboine la sud de Missouri reprezentau doar o mică parte din imensa zona utilizată de aceștia indieni.